# 조 프레이저 (야구인)
조지프 필모어 프레이저(영어: Joseph Filmore Frazier, 1922년 10월 6일~2011년 2월 15일)는 미국의 프로 야구 선수이자 감독으로, 선수 시절 메이저 리그 베이스볼(MLB)에서 외야수로 뛰었다.
1941년에 아마추어 자유계약선수 신분으로 프로팀과 계약을 맺었지만, 1947년이 되어서야 메이저 리그의 문턱을 넘어섰다. 1947년 11월 20일에 클리블랜드 인디언스의 프레이저, 딕 코코스, 브라이언 스티븐스, 2만 5천 달러와 세인트루이스 브라운스의 월트 주드니치, 밥 먼크리프가 상호 교환되는 트레이드가 단행되었다. 프레이저는 1950년대에 메이저 리그에서 세 시즌을 보냈는데 주로 몸담은 팀은 세인트루이스 카디널스였다. 1956년, 33세의 프레이저는 메이저 리그에서 통산 217경기 출전을 마지막으로 프로 선수 생활을 마무리지었다.
이후 휴스턴 애스트로스 산하 마이너 리그 팀을 비롯, 1968년부터는 뉴욕 메츠 팜 팀에서 성공적인 감독 경력을 이어갔다. 노던 리그의 만카코와 플로리다 스테이트 리그의 폼파노비치의 감독을 맡았다. 1971년에는 캘리포니아 리그의 비세일리아에서 정규 시즌 우승을 따냈으며, 이후 텍사스 리그의 멤피스, 빅토리아에서도 리그 타이틀을 목에 걸었다.
1975년에는 타이드워터 타이즈의 감독을 맡으며 인터내셔널 리그 우승을 이끌었다. 특히 정규 시즌 마지막 33경기에서 22승을 거둬야 로체스터 레드윙스와 리그 공동 1위에 오를 수 있었고, 이후 1경기 플레이오프(순위결정전)에서 니노 에스피노사의 호투로 승리를 거뒀다. 포스트시즌에서는 찰스턴을 상대로 3승 무패, 시러큐스를 상대로 3승 1패를 거두며 거버너스 컵 우승을 차지했다. 그 다음에는 주니어 월드 시리즈에 진출했으나 아메리칸 어소시에이션의 에번즈빌을 상대로 1승 4패를 기록해 준우승에 머물렀다.
1975년 시즌을 성공적으로 마무리한 뒤 그해 10월 3일, 프레이저는 기존의 로이 맥밀런 임시 감독을 대신해 뉴욕 메츠의 지휘봉을 잡았다. 취임 기자회견 자리에서 조 맥도널드 메츠 단장은 "조 프레이저는 선수를 다루는 능력을 꾸준히 우리에게 증명해 왔습니다. 승리가 전부이고, 조 프레이저는 승리자입니다."라고 그의 선임 배경을 밝혔고, 프레이저 감독은 "저는 기본기를 강조하는 유형의 감독입니다. 저는 선수가 안타 때 1루에서 3루로, 2루에서 홈으로 뛰어야 한다고 생각합니다. 저는 열정적인 플레이를 요구합니다. 제 뜻대로 된다면, 여러분은 내년에 열정적으로 플레이하는 메츠 팀을 보게 될 것입니다."라고 덧붙였다.
프레이저 감독은 1976년 메츠에서 86승 76패를 기록하며 지난해 팀이 기록한 82승 80패보다 나은 성적을 보여주었고, 리그 3위에 올랐다. 하지만 다음해 프레이저의 메츠는 시즌 출발 부진했고, 15승 30패를 기록한 후 빅리그 로스터에 선수로 포함되어 있는 조 토리에게 감독직을 내주고 말았다.
1982년, 프레이저는 세인트루이스 카디널스 산하의 트리플 A팀인 루이빌 레드버즈의 감독을 맡았다. 루이빌은 그해 73승 62패로 리그 2위에 올랐으며, 다음해 레드버즈 감독에는 짐 프레고시가 임명되었다.